# René Blum
René Blum (ur. 1889, zm. 1967) – luksemburski polityk, w latach 1937–1940 minister sprawiedliwości Luksemburga.

## Życiorys
5 listopada 1937 z ramienia Luksemburskiej Partii Pracy objął stanowisko ministra sprawiedliwości w pierwszym rządzie premiera Pierre’a Duponga i wicepremiera Pierre’a Kriera. Zastąpił Etienne Schmit, a urząd sprawował również w drugim rządzie Duponga i Kriera, łącznie przez dwa i pól roku, do 6 kwietnia 1940, kiedy jego następcą został Victor Bodson.